# Presidenti dell'Umbria

Bandiera dell'Umbria

I e le presidenti della Giunta regionale dell'Umbria, dalla sua proclamazione nel 1970 sino ad oggi, sono stati 8 e hanno presieduto complessivamente 14 giunte.
Come stabilito dall'articolo 114 della Costituzione, secondo comma del testo, l'Umbria è una regione ordinaria dotata di un proprio statuto ed ha poteri e funzioni fissati dalle leggi, dallo statuto regionale e dalla stessa Carta.
Prima del 1995 l'elezione del presidente della giunta regionale era di competenza del consiglio regionale, mentre dal 1995 l'elezione del presidente della Regione avviene per suffragio universale e diretto.
Attualmente, la Regione Umbria è l'unica ad avere avuto 4 presidenti donna consecutivamente. 

## Presidenti
Le prime elezioni regionali si svolsero il 7 giugno 1970. Il presidente più giovane al momento delle elezioni è stato Pietro Conti, che ha assunto la carica a 41 anni; la più anziana è Donatella Tesei, che ha assunto la carica all'età di 61 anni. Germano Marri è stato il presidente che ha presieduto più giunte, eletto tre volte e con il mandato più lungo, con 10 anni, 11 mesi e 6 giorni, mentre il mandato più breve è stato quello di Francesco Ghirelli (10 mesi e 9 giorni).
Il Partito Comunista Italiano è il partito che ha annoverato la maggior parte dei presidenti (3), avendo governato dal 1970 al 1992 con il Partito Socialista Italiano. La giunta più longeva è stata invece la prima giunta Marini, con 5 anni, 2 mesi e 1 giorno, mentre quella più breve è stata la giunta Ghirelli.

### Elenco
| Nº                                        | Presidente (nascita-morte)                | Presidente (nascita-morte)                | Presidente (nascita-morte)                | Partito                                   | Giunta                                    | Composizione                              | Composizione                              | Mandato                                   | Mandato                                   | Legislatura                               |
| Nº                                        | Presidente (nascita-morte)                | Presidente (nascita-morte)                | Presidente (nascita-morte)                | Partito                                   | Giunta                                    | Composizione                              | Composizione                              | Inizio                                    | Fine                                      | Legislatura                               |
| Presidenti eletti dal Consiglio regionale | Presidenti eletti dal Consiglio regionale | Presidenti eletti dal Consiglio regionale | Presidenti eletti dal Consiglio regionale | Presidenti eletti dal Consiglio regionale | Presidenti eletti dal Consiglio regionale | Presidenti eletti dal Consiglio regionale | Presidenti eletti dal Consiglio regionale | Presidenti eletti dal Consiglio regionale | Presidenti eletti dal Consiglio regionale | Presidenti eletti dal Consiglio regionale |
| ----------------------------------------- | ----------------------------------------- | ----------------------------------------- | ----------------------------------------- | ----------------------------------------- | ----------------------------------------- | ----------------------------------------- | ----------------------------------------- | ----------------------------------------- | ----------------------------------------- | ----------------------------------------- |
| 1                                         |                                           |                                           | Pietro Conti (1928-1988)                  | Partito Comunista Italiano                | Conti I                                   |                                           | Socialcomunismo PCI-PSI-PSIUP             | 8 giugno 1970                             | 16 giugno 1975                            | I (1970)                                  |
| 1                                         | Conti I                                   |                                           | Pietro Conti (1928-1988)                  | Partito Comunista Italiano                | PCI-PSI                                   | 16 giugno 1975                            | 5 luglio 1976                             | II (1975)                                 |                                           |                                           |
| 2                                         |                                           |                                           | Germano Marri (1932-)                     | Partito Comunista Italiano                | PCI-PSI                                   | Marri                                     | 5 luglio 1976                             | II (1975)                                 | 9 giugno 1980                             |                                           |
| 2                                         | Marri II                                  | 9 giugno 1980                             | Germano Marri (1932-)                     | Partito Comunista Italiano                | PCI-PSI                                   | 13 maggio 1985                            | III (1980)                                |                                           |                                           |                                           |
| 2                                         | Marri II                                  | 13 maggio 1985                            | Germano Marri (1932-)                     | Partito Comunista Italiano                | PCI-PSI                                   | 11 maggio 1987                            | IV (1985)                                 |                                           |                                           |                                           |
| 3                                         |                                           |                                           | Francesco Mandarini (1942-2022)           | Partito Comunista Italiano                | PCI-PSI                                   | Mandarini I                               | IV (1985)                                 | 11 maggio 1987                            | 17 luglio 1990                            |                                           |
| 3                                         | Mandarini II                              | 17 luglio 1990                            | Francesco Mandarini (1942-2022)           | Partito Comunista Italiano                | PCI-PSI                                   | 22 luglio 1992                            | V (1990)                                  |                                           |                                           |                                           |
| 4                                         |                                           |                                           | Francesco Ghirelli (1948-)                | Partito Democratico della Sinistra        | Ghirelli                                  |                                           | V (1990)                                  | PDS-PSI                                   | 22 luglio 1992                            | 31 maggio 1993                            |
| 5                                         |                                           |                                           | Claudio Carnieri (1944)                   | Partito Democratico della Sinistra        | Carnieri                                  | 31 maggio 1993                            | V (1990)                                  | PDS-PSI                                   | 8 maggio 1995                             |                                           |
| Presidenti eletti a suffragio universale  |                                           |                                           |                                           |                                           |                                           |                                           |                                           |                                           |                                           |                                           |
| 6                                         |                                           |                                           | Bruno Bracalente (1949-)                  | Partito Democratico della Sinistra        | Bracalente                                |                                           | PDS-PRC-PPI-PdD                           | 8 maggio 1995                             | 15 maggio 2000                            | VI (1995)                                 |
| 6                                         | Democratici di Sinistra                   |                                           | Bruno Bracalente (1949-)                  |                                           | Bracalente                                |                                           | PDS-PRC-PPI-PdD                           | 8 maggio 1995                             | 15 maggio 2000                            | VI (1995)                                 |
| 7                                         |                                           |                                           | Maria Rita Lorenzetti (1953-)             | Democratici di Sinistra                   | Lorenzetti I                              |                                           | DS-PRC-PPI-PRI UDEUR-SDI-PdCI-Dem         | 15 maggio 2000                            | 7 aprile 2005                             | VII (2000)                                |
| 7                                         |                                           | Partito Democratico                       | Maria Rita Lorenzetti (1953-)             | Lorenzetti II                             |                                           | L'Unione DS-DL-SDI-PRC-PdCI-FdV           | 7 aprile 2005                             | 16 aprile 2010                            | VIII (2005)                               |                                           |
| 8                                         |                                           |                                           | Catiuscia Marini (1967-)                  | Partito Democratico                       | Marini I                                  |                                           | PD-IdV-FdS-PSI-SEL                        | 16 aprile 2010                            | 10 giugno 2015                            | IX (2010)                                 |
| 8                                         | Marini II                                 |                                           | Catiuscia Marini (1967-)                  | Partito Democratico                       | PD-PSI                                    | 10 giugno 2015                            | 28 maggio 2019                            | X (2015)                                  |                                           |                                           |
| —                                         | Marini II                                 |                                           |                                           | Fabio Paparelli (1962-)                   | PD-PSI                                    | Partito Democratico                       | 28 maggio 2019                            | X (2015)                                  | 11 novembre 2019                          |                                           |
| 9                                         |                                           |                                           | Donatella Tesei (1958-)                   | Lega                                      | Tesei                                     |                                           | LSP-FdI-FI                                | 11 novembre 2019                          | 2 dicembre 2024                           | XI (2019)                                 |
| 10                                        |                                           |                                           | Stefania Proietti (1975-)                 | Indipendente di centro-sinistra           | Proietti                                  |                                           | PD-M5S-AVS                                | 2 dicembre 2024                           | in carica                                 | XII (2024)                                |

## Presidenti per durata complessiva
| N. | Presidente             | Giorni in carica |
| -- | ---------------------- | ---------------- |
| 1  | Germano Marri          | 3962             |
| 2  | Maria Rita Lorenzetti  | 3623             |
| 3  | Catiuscia Marini       | 3329             |
| 4  | Pietro Conti           | 2219             |
| 5  | Francesco Mandarini    | 1899             |
| 6  | Donatella Tesei        | 1848             |
| 7  | Bruno Bracalente       | 1834             |
| 8  | Claudio Carnieri       | 707              |
| 9  | Francesco Ghirelli     | 313              |
| 10 | Stefania Proietti      | 261              |
| -  | Fabio Paparelli (f.f.) | 167              |